# Vincent C. Gray

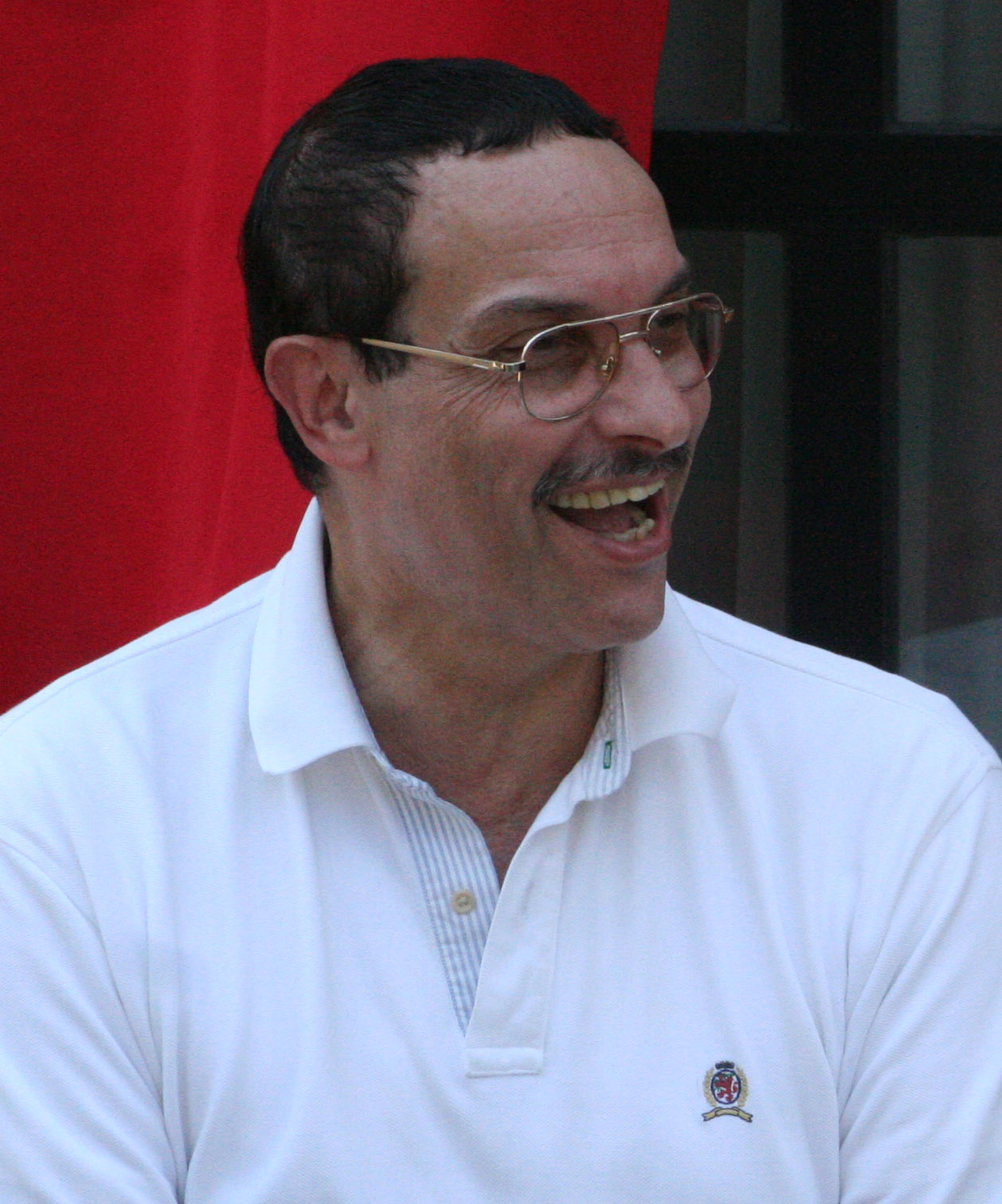
Vincent C. Gray

Vincent C. Gray, född 8 november 1942 i Washington, D.C., är en amerikansk politiker (demokrat). Han var borgmästare i District of Columbia mellan år 2011 till 2015.
Gray avlade sin kandidatexamen i psykologi vid George Washington University. Han besegrade Adrian Fenty i demokraternas primärval inför borgmästarvalet 2010 och valdes sedan till ämbetet. Han tillträdde ämbetet den 2 januari 2011.